# Santo Cristo (kommun)
Santo Cristo är en kommun i Brasilien.   Den ligger i delstaten Rio Grande do Sul, i den södra delen av landet, 1 500 km sydväst om huvudstaden Brasília. Antalet invånare är 14 378.
Trakten runt Santo Cristo består till största delen av jordbruksmark. Runt Santo Cristo är det ganska glesbefolkat, med 47 invånare per kvadratkilometer.